# Gama (álbum)
Gama (蛾蟇?) es un EP publicado por la banda de rock japonesa, The Gazette el 3 de agosto de 2005. La primera edición vino en forma de digipack.

## Lista de canciones
1. "Anagra -SE-" – 1:09
2. "Cockroach" – 3:57
3. "Last Bouquet" – 6:37
4. "Katherine in the Trunk" – 4:43
5. "Sugar Pain" – 4:25

Toda la música por The Gazette. Todas las letra de Ruki.